# チェオ・フェリシアーノ
チェオ・フェリシアーノ（Cheo Feliciano, 1935年7月3日 - 2014年4月17日）はプエルトリコの歌手、サルサおよびボレロ音楽の作曲家。